# Акиндин Печерски
Акиндин Печерски (ум. после 1231.) - архимандрит Кијево-Печерског манастира 20-30-их година 13. века. Светитељ Руске православне цркве.
Помиње се 28. августа (сабор Кијевско-печерских преподобних отаца, који почива у Далеким пећинама) и у другу недељу Великог поста. (Сабор свих преподобних отаца Кијево-Печерских).
Акиндин се два пута помиње у Кијевско-печерском патерикону:
у посланици Симеона, епископа Владимирско-суздаљског, печерском монаху Поликарпу, Акиндин је од њега назван архимандритом и братом ;
упућена му је порука монаха Поликарпа „О светим и блаженим печерским црноносцима“, у којој се Акиндин назива „најчеснијим архимандритом целе Русије“ . Ова порука је послужила као основа за састављање Кијево-печерског патерикона .
Последњи помен Акиндина повезан је са његовим учешћем 1231. године у посвећењу ростовског епископа Кирила II. Тачан датум његове смрти није познат; Почетак локалног поштовања монаха Акиндина је непознат, његово име је одсутно у служби Кијевско-печерских преподобних. Међу кијевским светитељима помиње се у Опису руских светитеља (познат са спискова с краја 17.-18. века). Педесетих година 16. века успомена на „пречасног оца Акиндина, архимандрита Печерског манастира“ унета је у календар Тројице-Сергијеве лавре.